# João Palma
João Palma (eigentlich João Ferreira da Silva Palma, * 16. Januar 1941 in Rio de Janeiro; † 9. Mai 2016 ebenda) war ein brasilianischer Jazz- und Studiomusiker (Schlagzeug).

## Leben und Wirken
Palma begann seine Karriere Ende der 1950er-Jahre in der Bottle’s Bar in der Beco das Garrafas in Copacabana im Trio von Johnny Alf mit Sebastião Neto. Erste Aufnahmen entstanden 1961 mit Roberto Menescal. Er spielte auch im Copa Trio (mit Toninho Oliveira am Piano und Manuel Gusmão am Bass), wo er von Dom Um Romao abgelöst wurde, als er zum Militärdienst in der Armee eingezogen wurde. Nach seiner Entlassung spielte er in der Musikszene des Bossa Nova, u..a mit Eumir Deodato. 1965 zog er in die Vereinigten Staaten, spielte bei Sérgio Mendes (Brasil 66), bei dessen Hit Mas que nada er mitwirkte. Nach mehreren Tourneen mit Mendes verließ er dessen Band, zog nach New York und spielte bei Walter Wanderley, zu hören auf dessen Alben When It Was Done (1968) und Moondreams (1969); ferner arbeitete er in dieser Zeit mit Milton Nascimento (Courage, 1969).
Im selben Jahr wurde er Mitglied der Band von Antonio Carlos Jobim, bei dem er bis 1976 blieb. Er war 1969 an dessen Session mit Frank Sinatra (Sinatra & Company) beteiligt, ebenso an Jobims Alben Tide, Stone Flower, Jobim (Matita Perê) und Waters of March. Palma wirkte außerdem an Produktionen von Astrud Gilberto (Gilberto with Turrentine), Stanley Turrentine (The Sugar Man), Paul Desmond (Bridge Over Troubled Water), Robin Kenyatta (Stompin' at the Savoy), George Russell (His Guitar and Music) und Egberto Gismonti. 1977/78 leitete er in New York eine eigene Band, das Joao Palma Sextet, das im Jazzclub Stryker’s auftrat (103 West 68th Street). Nach seiner Rückkehr 1980 nach Brasilien nahm Palma nur noch sporadisch auf (u. a. mit Nana Caymmi (Mudança dos Ventos), dem Azymuth-Gründer José Roberto Bertrami (Dreams Are Real)). 1996 gründete er ein eigenes Quartett, mit dem er in seiner Heimatstadt Rio de Janeiro auftrat. Im Bereich des Jazz war er zwischen 1961 und 2000 an 25 Aufnahmesessions beteiligt.